# بلند (میزوری)
بلند (به انگلیسی: Bland) یک شهر در ایالات متحده آمریکا است که در میزوری واقع شده‌است. بلند ۱٫۶۸ کیلومتر مربع مساحت و ۵۳۹ نفر جمعیت دارد و ۳۰۹ متر بالاتر از سطح دریا قرار دارد.